# Sarah Wayne Callies
Sarah Wayne Callies (La Grange, 1 de junho de 1977) é uma atriz norte-americana. É conhecida pelo seu trabalho como a Dr.ª Sara Tancredi na série norte-americana Prison Break e como Lori Grimes, na série da AMC The Walking Dead, que é baseada no HQ de mesmo nome.

## Biografia
A atriz nasceu com o nome Sarah Anne Callies, mas passou a se chamar Sarah Wayne Callies, por conta do nome de solteira de sua mãe, "Wayne". A atriz nasceu em La Grange, Illinois e se mudou para Honolulu, Havaí com sua família quando tinha um ano de idade, por conta da morte de um familiar. Durante sua juventude, Callies expressou um grande interesse em atuar, através de sua participação em várias peças escolares na Punahou School, como "As You Like It", uma obra de Shakespeare.
Enquanto seus pais são professores na Universidade do Havaí em Manoa, Callies não seguiu seus passos. Ela escolheu seguir a carreira de atriz. Após se formar no ensino médio, Callies entrou para a faculdade Dartmouth College em Hanover, New Hampshire. Em conjunção com os estudos, ela continuou a carreira no teatro. Em 1999, ela se formou com ênfase em Estudos Feministas e Estudos Indígenas. Callies continuou os estudos no Teatro Conservatório Nacional de Denver, onde obteve seu Mestrado em Belas Artes em 2002.
Depois de ter deixado Denver, Callies se mudou para Nova York, onde ela logo teve seu primeiro papel, na série Queens Supreme, como Kate O'Malley.

### Vida pessoal
Em 21 de junho de 2002, se casou com Josh Winterhalt, que ela conheceu no Dartmouth College. Eles se mudaram para Nova York onde ela conseguiu seu primeiro papel na série Queens Supreme. Em 23 de janeiro de 2007, o agente de Callies anunciou que o casal esperava sua primeira filha, que veio a se chamar Keala. Em Agosto de 2013, o casal adotou um menino chamado Oakes Wayne Winterhatl.

## Carreira
Ganhou fama no papel da Dr.ª Sara Tancredi da dramática série de ação Prison Break, da Fox. Essa produção de sucesso mundial recebeu o People’s Choice Award em 2006 na categoria novo drama para televisão e foi indicada, no mesmo ano, ao Globo de Ouro de melhor série dramática para televisão. Entre seus numerosos trabalhos na televisão vale destacar a sua participação como Jane na série Tarzan da Warner Bros, dirigida por David Nutter e com produção executiva de Laura Ziskin; em Queens Supreme, da CBS, estrelada por Oliver Platt e produzida por Elaine Goldsmith-Thomas; e foi atriz convidada em Law & Order: SVU; Numb3ers e L.A. Dragnet.
No primeiro semestre de 2010 coproduziu e estrelou o piloto Tangled, dirigido por Bronwyn Hughes para a CBS.
Trabalhou com Milla Jovovich em Faces in the Crowd, sobre uma mulher que sofre de prosopagnosia e que tenta deter um serial killer. Também estrelou junto com Rupert Friend e Forrest Whitaker Lullaby for Pi e, além disso, cantou uma música da sua autoria na trilha sonora do filme, que conta a história de um músico de luto que faz amizade com um artista solitário. Foi a protagonista da adaptação do best-seller internacional A Profecia Celestina (The Celestine Prophecy), romance de James Redfield. O filme, que conta com a participação de Matthew Settle, Jurgen Prochnow, Joaquín de Almeida e Annabeth Gish, mostra a viagem de um homem em busca de um antigo manuscrito peruano que contém nove revelações que preveem o nascimento de uma nova espiritualidade. Seu currículo inclui ainda um papel principal ao lado de Josh Holloway e Dule Hill em Reféns do Mal (Whisper) de Stewart Hendler, sobre um jovem que é sequestrado em uma pequena cidade da Nova Inglaterra. Em 2016 é confirmada no elenco do revival da série Prison Break em sua quinta temporada ao lado de Wentworth Miller, Dominic Purcell, Amaury Nolasco, Robert Knepper, Reockmond Dunbar.

## Filmografia

### Cinema
| Ano  | Título                     | Papel        | Notas        |
| ---- | -------------------------- | ------------ | ------------ |
| 2006 | The Celestine Prophecy     | Marjorie     |              |
| 2007 | Whisper                    | Roxanne      |              |
| 2008 | Bittersweet                | Robyn        |              |
| 2010 | Lullaby for Pi             | Josephine    |              |
| 2011 | Black Gold                 | Kate Summers |              |
| 2011 | Faces in the Crowd         | Francine     |              |
| 2011 | Foreverland                | Fran         |              |
| 2012 | Black November             | Kate Summers |              |
| 2014 | Into the Storm             | Allison      |              |
| 2015 | Pay the Ghost              | Kristen      | Pós-produção |
| 2015 | The Other Side of the Door | Maria        | Pós-produção |

## Televisão
| Ano             | Título                            | Papel                  | Observações |
| --------------- | --------------------------------- | ---------------------- | --- |
| 2003            | Law & Order: Special Victims Unit | Jenny Rochester        | 1 episódio |
| 2003            | L.A. Dragnet                      | Kathryn "Kate" Randall | 1 episódio |
| 2003            | Tarzan                            | Officer Jane Porter    | 9 episódios |
| 2003–07         | Queens Supreme                    | Kate O'Malley          | 5 episódios |
| 2004            | The Secret Service                | Agente Laura Kelly     | Piloto da série na rede ABC (não-transmitido) |
| 2005            | Numb3rs                           | Agente Kim Hall        | 1 episódio |
| 2005 -09        | Prison Break                      | Dra. Sara Tancredi     | 69 episódios |
| 2009            | Prison Break: The Final Break     | Dr.ª Sara Tancredi     | telefilme (2 episódios finais da 4.ª temporada) |
| 2010            | House                             | Julia                  | 1 episódio |
| 2010            | Tangled                           | Chloe / Sally          | Televisão |
| 2010-2013       | The Walking Dead                  | Lori Grimes            | Temporadas 1–3 (series regular; 27 episódios) Satellite Award Melhor elenco – Televisão Series Nomeada - Saturn Award melhor atriz de televisão (2011) Nomeada - Scream Award Melhor atriz de filme de terror (2012) |
| 2015-2018       | Colony                            | Katie Bowman           | Regular |
| 2005-2009; 2017 | Prison Break                      | Dra. Sara Tancredi     | Regular |
| 2018            | The Walking Dead                  | Lori Grimes            | Participação |
| 2020            | Council of dads                   |                        | |